# Rožno
Rožno je naselje v Občini Krško.
Rožno spada v KS Rožno Presladol in v župnijo Brestanica. Na Rožnem stoji tudi podružna cerkev sv. Kancijana s pokopališčem, kjer pokopavajo manjši del roženčanov (en del jih pokopavajo na pokopališču sv. Peter v Brestanici) in okoličanov, predvsem iz Blance, Pokleka nad Blanco, Stranj.